# Ghost of the Robot
Ghost of the Robot (GOTR) est un groupe de rock, originaire du sud de la Californie, connu principalement grâce à son chanteur, l'acteur James Marsters.
Leurs influences comprennent Nirvana, Weezer, Bob Dylan, The Beatles, David Bowie, The Rolling Stones, Pavement, Ben Folds, Pink Floyd, Muse et Radiohead.

## Discographie

### Album
Mad Brilliant (2003)
1. Liar
2. Vehicles Shock Me
3. Dangerous
4. David Letterman
5. Angel
6. Valerie
7. Mad Brilliant
8. Call 911
9. Blocking Brainwaves
10. German.Jewish.
11. Good Night Sweet Girl

Murphy's Law (2011)
1. Go Luck Yourself
2. One Love, One Exception
3. Too Fast
4. Alone "Cowboy Song"
5. Truth Is
6. Blind Eyes
7. Is Shoes
8. Smile
9. Mooshot
10. Strippers
11. Finer Than Gold
12. If This Is Love
13. Transfering Energy
14. Men Who Die
15. Figures
16. The Key

Bourgeois Faux Pas (2015)
1. Hello
2. Back To Act Too
3. Three
4. Mother Of Peril
5. Bad
6. All That She Wanted
7. Why Do We Love
8. Katie
9. The Wait
10. Fall Away
11. Dark Matter

### Singles
Valerie
1. Valerie
2. Goodbye

David Letterman
1. David Letterman
2. Sounds Like A Personal Problem
3. Mefiant

New Man
1. New Man
2. Country Live-In
3. The End

### EP
It's Nothing
1. It's Nothing
2. Runaway
3. Pre-War
4. This Town
5. She Likes Rap Grooves (featuring Sir-Rock, Rockmainoff and Ice Burg)